# Nathalie Even-Lancien
Pour les articles homonymes, voir Even et Lancien.
Nathalie Even-Lancien, née Nathalie Even le 7 mars 1970 à Paimpol, est une coureuse cycliste française spécialiste de la piste. En 1996, elle est devenue championne olympique de la course aux points.

## Biographie
Nathalie Even-Lancien appartient à la fin des années 1980 et jusqu'au milieu des années 1990, à la génération française qui domine les compétitions de cyclisme sur piste. Elle devient à deux reprises championne de France du kilomètre contre la montre (1993 et 1994) et de la course aux points (1994 et 1995). Elle a également terminé à plusieurs reprises sur le podium des championnats de France du 500 mètres et de la vitesse (qu'elle a remportée en 1993), mais elle s'incline régulièrement face à Félicia Ballanger. 
En 1993, elle termine sur la troisième marche du podium du championnat du monde de vitesse individuelle à Hamar. En 1995, elle prend à nouveau la troisième place, mais cette fois de la course aux points. 
Aux Jeux olympiques 1996 à Atlanta, elle remporte la médaille d'or dans la course aux points et devient la première championne olympique de l'histoire de la discipline. 
Nathalie Lancien est mariée à Frédéric Lancien, un cycliste spécialiste de la course de tandem. À Lannion, la maison des sports porte son nom.

## Palmarès

### Jeux olympiques
- Atlanta 1996
  -  Championne olympique de la course aux points

### Championnats du monde
- Dalmine 1987
  -  Vice-championne du monde de vitesse juniors
- Hamar 1993
  -  Médaillée de bronze de la vitesse
- Bogotá 1995
  -  Médaillée de bronze de la course aux points

### Championnats de France
- Championne de France de vitesse : 1993 (2e en 1992, 1994, 1995, 1996 et 3e en 1988 et 1991)
- Championne de France du kilomètre : 1993 et 1994 (2e en 1992)
- Championne de France de la course aux points :  1994 et 1995